# Helen Neville
Helen J. Neville (* 20. Mai 1946 in Unity (Saskatchewan), Kanada; † 12. Oktober 2018 in Eugene (Oregon), USA) war eine kanadische Neurowissenschaftlerin und Professorin, die international für ihre Forschung auf dem Gebiet der Gehirnentwicklung beim Menschen bekannt ist.

## Leben
Neville erwarb einen Bachelor an der University of British Columbia, einen Master an der Simon Fraser University und einen Ph.D. an der Cornell University. Außerdem absolvierte sie ein Postdoc-Stipendium in Neurowissenschaften an der University of California, San Diego (UCSD). Sie war als Direktorin des Labors für Neuropsychologie am Salk Institute und als Professorin in der Abteilung Cognitive Science an der UCSD tätig, bevor sie 1995 an die University of Oregon ging, wo sie für die weitere Zeit ihres Berufslebens blieb.
Neville war Robert-und-Beverly-Lewis-Stiftungsprofessorin für Psychologie und Neurowissenschaften, Direktorin des Brain Development Lab und Direktorin des Center for Cognitive Neuroscience an der University of Oregon.

## Forschung und Veröffentlichungen
Neville untersuchte die zerebrale Spezialisierung, die neuronale Plastizität des Gehirns in der Kindheit und im Erwachsenenalter, die Rolle von biologischen Zwängen und Erfahrungen sowie die Neurolinguistik. Zur Untersuchung dieser Themen setzte Neville eine Vielzahl von Methoden ein, darunter Verhaltensmessungen, ereigniskorrelierte Potentiale (ERPs) sowie strukturelle und funktionelle Magnetresonanztomographie (fMRI). Neville hat für ihre Arbeit auf dem Gebiet der neurokognitiven Entwicklung Stipendien des U.S. Department of Education und National Institutes of Health erhalten.
Nevilles Forschung hat dazu beigetragen, zwischen den Gehirnsystemen und -funktionen zu unterscheiden, die weitgehend festgelegt sind, und jenen, die durch Erfahrung verändert werden können. Mit ihren Arbeiten wollte sie einen positiven, greifbaren Unterschied in der Gesellschaft bewirken. Neben ihrer wissenschaftlichen Arbeit engagierte sie sich in einer Reihe von Hilfsprogrammen und Wohltätigkeitsorganisationen.
Neville hat zahlreiche Fachartikel in Fachzeitschriften wie Nature, Nature Neuroscience, Journal of Neuroscience, Journal of Cognitive Neuroscience, Cerebral Cortex and Brain Research veröffentlicht.
Zu den jüngsten Forschungsthemen, an denen sie beteiligt war, gehören die neuronalen Mechanismen des Grammatikerwerbs bei Erwachsenen, Mechanismen der Aufmerksamkeitskontrolle im Zusammenhang mit dem Arbeitsgedächtnis sowie verschiedene Arten von Aufmerksamkeit und Lernmechanismen bei Kleinkindern.
Neville und das Brain Development Lab waren auch für die Erstellung von Changing Brains, einem Programm mit Videobeiträgen, die sich an Nicht-Wissenschaftler richten und beschreiben, was die Forschung über die Auswirkungen von Erfahrungen auf die menschliche Gehirnentwicklung herausgefunden hat. Die Serie soll Eltern, Lehrer und politische Entscheidungsträger darüber informieren, wie man Kindern helfen kann, ihr volles Potenzial zu entfalten.
Sie ist die Autorin des Buches Temperament tools: working with your child's inborn traits (1998).

## Preise und Auszeichnungen
- 2014: Mitglied der National Academy of Sciences[1]
- 2013: William James Fellow Award der Association for Psychological Science[4]
- 2011: Neuronal Plasticity Prize
- 2007: Mitglied der American Academy of Arts and Sciences:[1]
- 2001: Fellow der American Psychological Society[1]
- 2001: Mitglied der Society of Experimental Psychologists[1]
- 2000: Justine and Yves Sergent Award, Montreal[1]